# 쟈니스 성 가해 문제 당사자 모임
쟈니스 성 가해 문제 당사자의 모임(쟈니스 세이카가 몬다이 토우 쟈카카이)는 주식회사 쟈니즈 사무소 창업자의 쟈니 키타가와와 그 관계자에 의한 성범죄의 피해 당사자로서, 쟈니스 사무소에 대한 사실 인정과 사과, 그리고 피해자의 구제와 보상을 요구하기 위해, 쟈니즈 사무소에 소속한 적이 있는 유지의 전쟈니즈 Jr. 등에 의해 설립된 임의 단체이다. 당해 문제에 대해 고백·고발되어 온 피해자에 대한 구제도 마찬가지로 지원하고 있다. 출범은 2023년 6월 26일이며, 대표는 히라모토 아츠야인.

## 설립 목적
쟈니 키타가와의 성적 학대 의혹에 대해, 쟈니즈 사무소와 관계자들이 저지른 죄, 이들에 대해 소송도 시야에 넣어 모든 가능성으로 책임과 구제를 추구해 나가는.

## 주장·활동

### 주장
- 사무소에 대해 피해자와의 대화나 기금의 설립 등을 주장하고 있다[3]
  - 기금(재단)의 운영에 대해서는, 쟈니즈 사무소의 매출로부터 매년 3%[a]를 받으면 피해자를 구제할 수 있다고 주장하고 있다.
- 어린이에 대한 성범죄는 피해를 호소하기 어렵기 때문에 시효를 철폐해야한다고 주장한다.[6].
- 기업이 쟈니즈 사무소와 계약하지 않는 움직임에 대해서는, 탤런트에도 인권이 있기 때문에, 성급이라고 주장하고 있다[7].

### 활동
- 2023년 9월 11일, 일본 변호사 연합회에 대해, 사무소의 성가해 행위의 조사나, 피해 회복을 위한 조치등을 요구하는 인권 구제를 제기했다[8].

## 같이 보기
- 성적 학대
- #MeToo

### 내용주
1. ↑   30억엔에 해당한다[4] 그러나 성 가해 문제를 받고 쟈니스 사무소의 탤런트의 광고 기용을 재검토하는 움직임이 나오고 있어 쟈니즈 사무소의 매출은 감소할 것으로 보인다.[5].